# سارا پووه
سارا پووه (به انگلیسی: Sarah Poewe) (زادهٔ ۳ مارس ۱۹۸۳) شناگر اهل آفریقای جنوبی است.